# 太陽系を離れる人工物の一覧

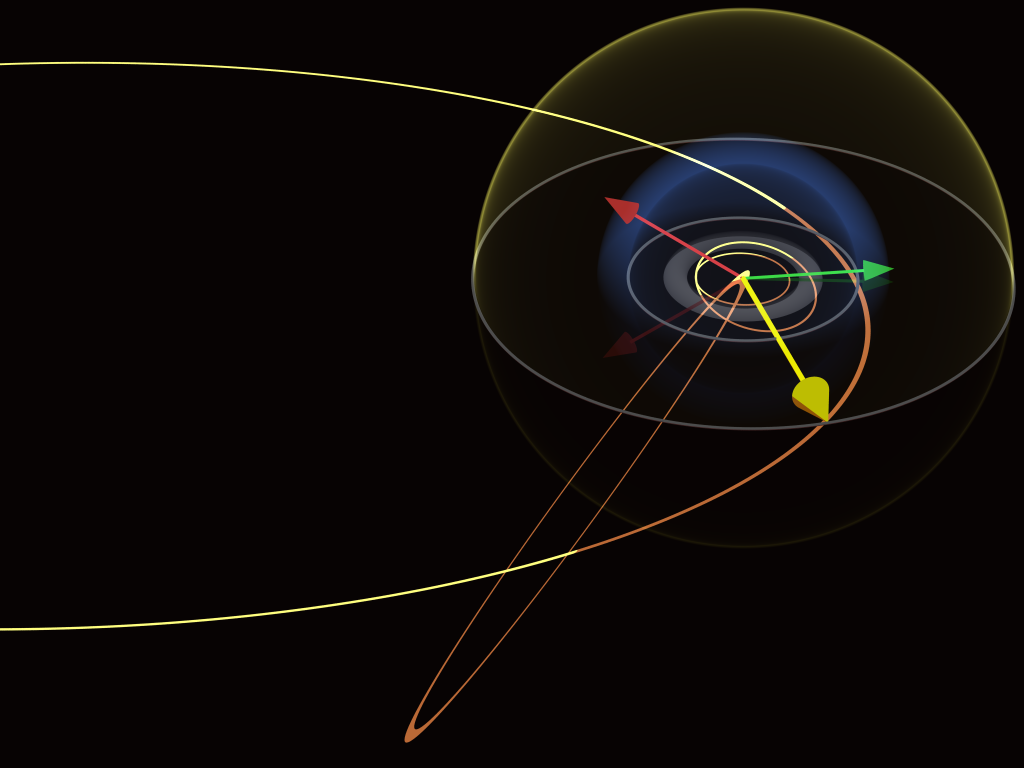
赤と緑の矢印は、2008年末のボイジャー1号とパイオニア10号の位置をそれぞれ示す。青いシェルは太陽圏の推定サイズを示す。黄色のシェルは太陽から1光日の距離を示し、黄色の矢印はバーナルポイントを示す。画像をクリックすると拡大表示され、他のスケールへのリンクが表示される。

ボイジャー2号の太陽からの距離に対する地動説の速度のプロット。木星、土星、天王星による宇宙船を加速するための重力アシストの使用、そして最後に海王星の衛星トリトンとの遭遇を示している。重力アシストは、宇宙船を惑星から跳ね返すのに似ているが、惑星が動いているため、跳ねるだけでなく、動く野球のバットがボールに当たったときのように、惑星によって押される。

太陽系を離れる人工物の一覧（たいようけいをはなれるじんこうぶつのいちらん、英語: List of artificial objects leaving the Solar System）は、NASAによって打ち上げられた太陽系を離脱する人工物のリストである。なお、これらはすべて宇宙探査機である。
このうち、ボイジャー1号、ボイジャー2号、ニュー・ホライズンズは2022年現在も稼働しており、無線通信で定期的に現在地を把握することができるが、パイオニア10号とパイオニア11号は稼働停止しているため、正確な位置を知ることは出来ない。これらの探査機本体に加えて、ロケット上部ステージやスピン解除ウェイトなども同様に太陽系から遠ざかっている。
これらの物体は、速度と方向が太陽から遠ざかっているため、太陽系を離れている。太陽引力の影響はゼロにはならないため減速されているが、それでも脱出速度を超えて移動し、太陽系を離れて星間空間に惰走している。

## 惑星探査機
パイオニア10号1972年に打ち上げられ、1973年に木星を通過し、2003年1月に通信途絶。おうし座のアルデバラン（65光年）の方向に向かっており、120AUの位置を通過したと推定されている。
パイオニア11号1973年に打ち上げられ、1974年に木星を通過し、1979年に土星を通過、1995年11月に通信途絶。現在は約100AUの位置と推定されている。わし座の星座の北西、いて座の星座に向かっており、約400万年後にその内の星の近くを通過すると予測される。
ボイジャー2号1977年8月に打ち上げられ、1979年に木星、1981年に土星、1986年に天王星、1989年に海王星を通過した。2018年11月5日に119AUで星間空間に到達、29万6千年後、4.3光年の距離でシリウスを通過すると予測される。
ボイジャー1号1977年9月に打ち上げられ、1979年に木星を通過し、1980年に土星を通過し、衛星タイタンに接近観測した。2012年8月25日に121AUで太陽圏を脱し、探査機として初めて星間空間に入った。現在地球から最も遠くに到達している探査機（人工物）であり、約4万年後にグリーゼ445（地球から17.6光年）を通過すると予測されている。
ニュー・ホライズンズ2006年に打ち上げられ、2007年に木星を通過し、2015年7月14日に冥王星を通過した。2019年1月1日、カイパーベルト拡張ミッション（KEM）の一環として、カイパーベルトオブジェクト486958アロコスを通過した。
これらの探査機がこれまでに発射されたが、ボイジャー1号はどんどん加速し、他のすべてを追い越した。ボイジャー1号は、発射から数か月後の1977年12月19日にボイジャー2号を追い抜いた。1983年にパイオニア11号を追い抜き、1998年2月17日にパイオニア10号（当時地球から最も遠かった探査機）を追い越した。

## 速度と太陽からの距離
| 探査機名称           | 打上げ年 | 距離（ AU ） （2021年4月現在） | 速度（ km / s ） |
| -------------------- | -------- | ------------------------------ | ---------------- |
| ボイジャー1号        | 1977年   | 152.0                          | 17.0             |
| パイオニア10号       | 1972年   | 128.3                          | 11.9             |
| ボイジャー2号        | 1977年   | 126.7                          | 15.4             |
| パイオニア11号       | 1973年   | 105.1                          | 11.9             |
| ニュー・ホライズンズ | 2006年   | 50.0                           | 13.9             |

比較のために、冥王星の平均公転半径は約40 AUとしている。
太陽の脱出速度は、太陽の中心からの距離（r）の関数であり、次の式で与えられる。
{\displaystyle v_{e}={\sqrt {\frac {2GM_{sun}}{r}}},}

ここで、積G M sunは、標準重力パラメータ。太陽をその表面から脱出させるのに必要な初速度は618 km/s (1,380,000 mph) 、太陽からの地球の距離（1 AU ）では、42.1 km/s (94,000 mph)に、100AUの距離では4.21 km/s (9,400 mph) に低下する。

ボイジャー1号と2号の速度と太陽からの距離。
パイオニア10号と11号の速度と太陽からの距離。
ニューホライズンズの速度と太陽からの距離。

## ギャラリー

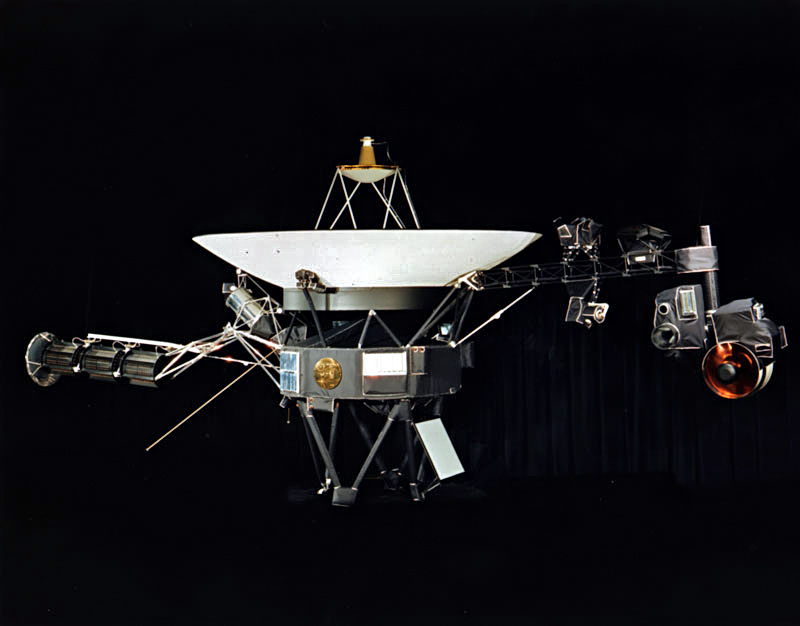
ボイジャー1号 / ボイジャー2号の画像
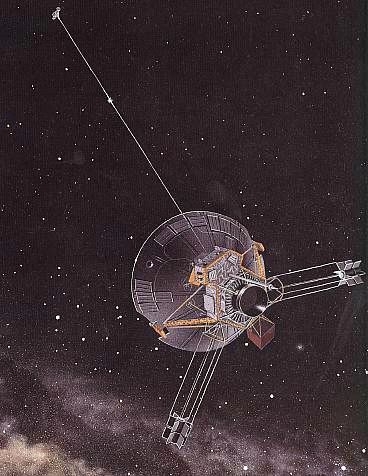
飛行中のパイオニア10号 / パイオニア11号の想像図
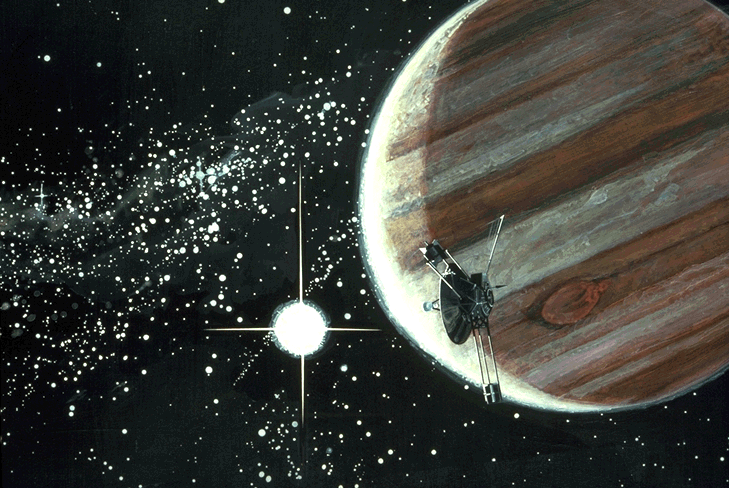
木星近くのパイオニア10号の想像図
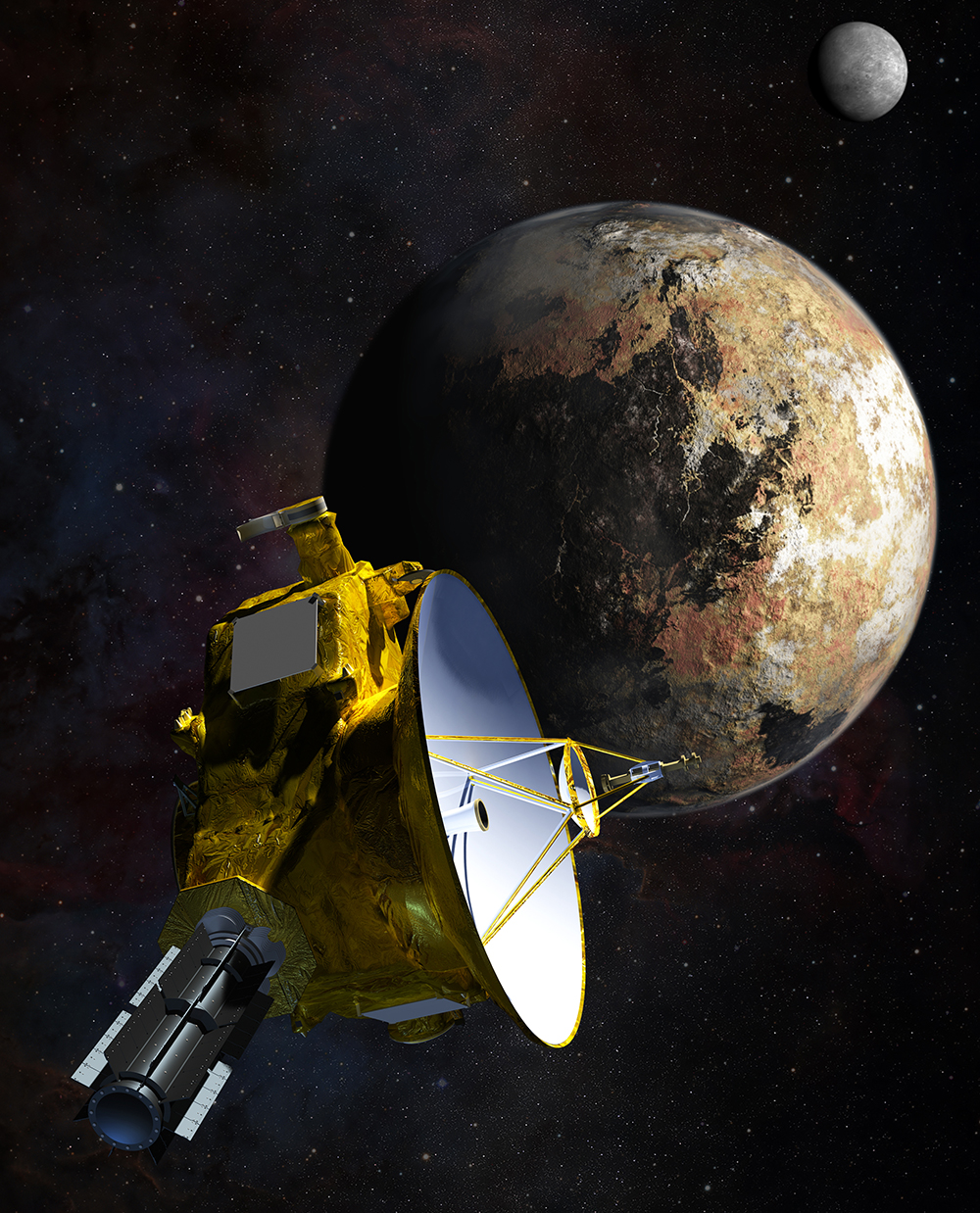
冥王星に近づくニューホライズンズの想像図
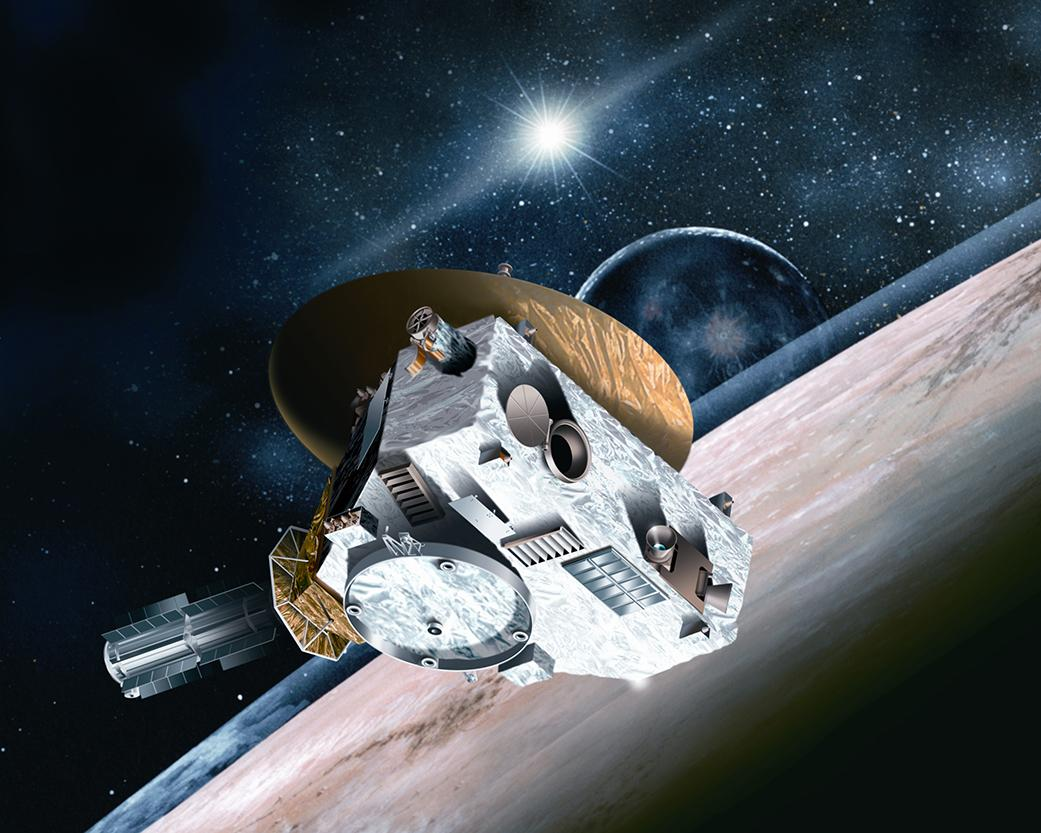
冥王星近くのニューホライズンズの想像図